# Бања Љешљани
Бања Љешљани се налази на југозападним падинама планине Козаре, у селу Љешљани, 18 km од Новог Града. Смештена у прекрасном природном амбијенту који бањи даје посебну драж.
Налази се у непосредној близини магистралног пута Нови Град-Костајница.
Ту се налази извориште термоминералне воде „Слатина“ која се успешно примењује код кожних обољења и у козметичке сврхе.
Природни амбијент бањског комплекса карактерише нетакнута природа, где је у току изградња бунгалова и осталих пратећих објеката за спорт и рекреацију.
У понуди бање сваки посетилац може уживати у дару лековите воде и лековитог блата. До изградње смештајних капацитета на располагању је камп простор који је смештен у атрактивном природном окружењу.